# Сеса, Давид
Давид Сеса (нем. David Sesa; род. 10 июля 1973, Дильсдорф, Цюрих или Цюрих) — швейцарский футболист и тренер. В настоящее время занимает пост главного тренера швейцарского футбольного клуба «Рапперсвиль-Йона».

## Карьера

### Клубная карьера
Давид Сеса начал свою карьеру в швейцарских «Цюрихе» и «Бадене», после чего перешёл в «Серветт», с которым за 4 сезона дважды становился серебряным призёром чемпионата Швейцарии (1994/95, 1997/98), а также финалистом Кубка Швейцарии (1995/96).
В 1998 году Сеса переехал в Италию, где в течение двух лет выступал за «Лечче»: в 1998/99 команда заняла третье место в Серии B и завоевала право выступать в Серии A (Сеса сыграл 30 матчей, забив 7 мячей), а в следующий сезон смогла закрепиться в высшем итальянском дивизионе (на счету Сесы 29 матчей и 7 голов).
Своей игрой за «Лечче» Сеса смог обратить на себя внимание со стороны вернувшегося в Серию A «Наполи». Летом 2000 года неаполитанцы заплатили за форварда 16 миллиардов итальянских лир, однако его пребывание в клубе оказалось весьма невпечатляющим, и в первом же сезоне за «адзурри» вылетел с командой в Серию B.
После объявления «Наполи» банкротом в 2004 году Сеса уехал в Швейцарию, где играл за «Арау». В 2005 году он вернулся в Италию и несколько лет выступал за клубы из нижних профессиональных дивизионов, после чего в 2010 году закончил карьеру игрока.

### Карьера в сборной
В национальной сборной Швейцарии Давид Сеса дебютировал в марте 1996 года — он вышел на замену на 61-й минуте товарищеского матча с австрийцами. Сеса вошёл в заявку швейцарской команды на чемпионат Европы 1996 года, однако на поле ни в одном матче группового этапа не вышел.
Голы за сборную Швейцарии
| # | Дата            | Место                           | Противник | Счёт | Итог | Соревнование      |
| - | --------------- | ------------------------------- | --------- | ---- | ---- | ----------------- |
| 1 | 2 сентября 1998 | Градски Стадион, Ниш, Югославия | Югославия | 1:1  | 1:1  | товарищеский матч |

### Карьера тренера
Дебютной для Сесы-тренера командой стал выступавший во втором по силе дивизионе Швейцарии «Волен», который он возглавил в 2012 году. В феврале 2014 года в связи с плохими результатами клуба наставник был уволен, а его место занял Чириако Сфорца.
Летом 2016 года Сеса был назначен ассистентом главного тренера бельгийского «Андерлехта», пост которого занял его бывший одноклубник Рене Вайлер. 18 сентября 2017 года Вайлер покинул свой пост, однако Сеса продолжил работать на прежней должности, помогая на этот раз исполняющему обязанности главного тренера Николасу Фрутосу. Впрочем, его контракт ассистента был расторгнут уже в начале следующего месяца.
31 августа 2019 года Сеса вновь был приглашён Вайлером в свой тренерский штаб ассистентом главного тренера, на этот раз — в египетский «Аль-Ахли».